# Hyparrhenia quarrei
Hyparrhenia quarrei är en gräsart som beskrevs av Robyns. Hyparrhenia quarrei ingår i släktet Hyparrhenia och familjen gräs. Inga underarter finns listade i Catalogue of Life.